# Sörényespatkány-formák
A sörényespatkány-formák (Lophiomyinae) az emlősök (Mammalia) osztályának rágcsálók (Rodentia) rendjébe, ezen belül a hörcsögfélék (Cricetidae) családjába tartozó alcsalád.

## Rendszerezés
Az alcsaládba az alábbi 1 recens nem és 2 fosszilis nem tartozik:
- Lophiomys Milne-Edwards, 1867
- †Microlophiomys Topachevskii & Skorik (1984) - késő miocén; Ukrajna
- †Protolophiomys (Aguilar & Thaler, 1987) - késő miocén; Spanyolország, Marokkó